# Форни-ди-Сопра
Форни-ди-Сопра (итал. Forni di Sopra) —  коммуна в Италии, располагается в регионе Фриули-Венеция-Джулия, в провинции Удине.
Население составляет 1063 человека (2008 г.), плотность населения составляет 14 чел./км². Занимает площадь 81 км². Почтовый индекс — 33024. Телефонный код — 0433.
Покровительницей коммуны почитается Пресвятая Богородица (Madonna della salute), празднование 21 ноября.

## Демография
Динамика населения:

## Администрация коммуны
- Официальный сайт: http://www.fornidisopra.it/